# God’s Country (Film)
God’s Country ist ein Thriller von Julian Higgins, der im Januar 2022 beim Sundance Film Festival seine Premiere feierte und im September 2022 in die US-Kinos kam. Der Film basiert auf der Kurzgeschichte Winter Light von James Lee Burke.

## Handlung
Sandra Guidry stammt aus New Orleans und hat erst vor kurzem ihre Mutter verloren. Sie ist als Professorin für Kommunikationswissenschaften an einem College in Montana tätig. Sandra ist die einzige schwarze Frau weit und breit und lebt allein in einem großen Haus im National Forest. An einem Wintermorgen findet sie auf ihrem Grundstück einen verlassenen roten Pick-up-Truck vor, den jemand dort geparkt hat. Sie hinterlässt eine Nachricht, in der sie den Halter bittet, das Fahrzeug nicht dort abzustellen, in der Hoffnung, dass sich das Problem auf diesem Wege lösen lässt.
Am nächsten Tag macht sie dann die Bekanntschaft der beiden Männer, die den Pick-up-Truck abgestellt haben. Nathan und Samuel sind Jäger und behaupten, nichts von einer Nachricht zu wissen. Sandra bittet die Männer abermals, das Fahrzeug an einem anderen Ort zu parken. Als sich die beiden jedoch unverrichteter Dinge auf die Jagd in den Wald begeben, lässt Sandra den Pick-up-Truck von ihrem Grundstück entfernen. In dieser Nacht schießt man einen Pfeil in ihre Haustür. Als sie Gus Wolf kontaktiert, den Sheriff der Gegend, wird sie von diesem eindringlich gewarnt, hier in Montana kläre man solche Dinge ohne die Behörden und empfiehlt ihr, den Streit mit den Männern selbst zu regeln. Sandra war davon ausgegangen, dass genau dies jedoch Wolfs Aufgabe ist.

## Produktion

### Literarische Vorlage und Filmstab
Der Film basiert auf der Kurzgeschichte Winter Light von James Lee Burke, die in der Sammlung Jesus Out to Sea erschien. Regie führte Julian Higgins, der gemeinsam mit Shaye Ogbonna auch das auf Burkes Geschichte basierende Drehbuch schrieb. Es handelt sich um Higgins' zweiten Spielfilm nach Mending Wall von 2004. Für seinen Kurzfilm Thief wurde Higgins bei den Student Academy Awards mit Gold ausgezeichnet. Sein Kurzfilm Winter Light, der auf der gleichen Kurzgeschichte wie God's Country basiert, befand sich bei der Oscarverleihung 2016 unter den zehn Finalisten in der Kategorie Bester Live-Action-Kurzfilm.

### Besetzung und Dreharbeiten

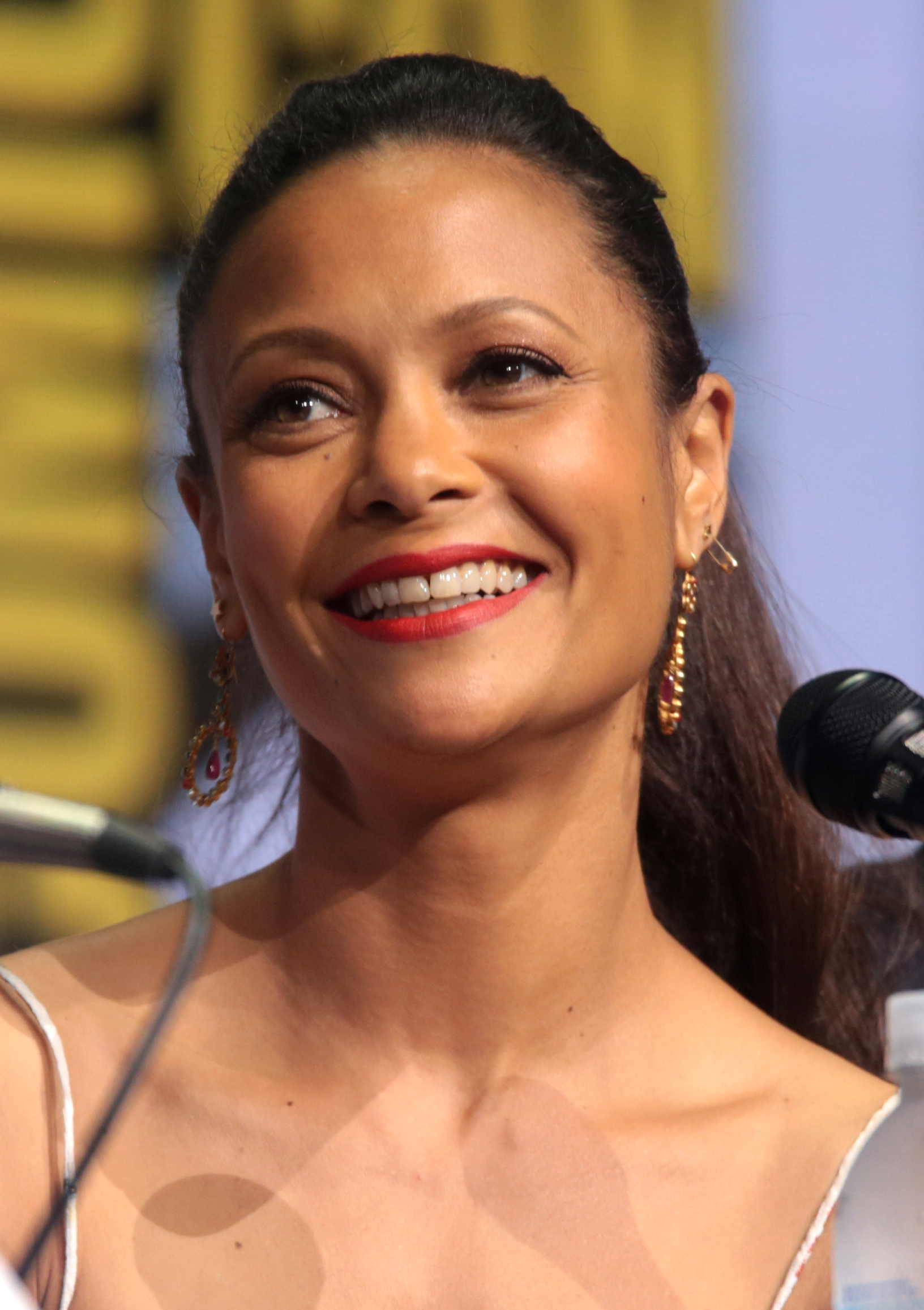
Thandiwe Newton spielt Sandra Guidry

Die britische Schauspielerin Thandiwe Newton spielt in der Hauptrolle Sandra Guidry. Im Frühjahr 2021 war sie von ihrem leichter zu sprechenden Schauspielernamen Thandie zu ihrem Geburtsnamen Thandiwe zurückgekehrt. Im Kurzfilm hieß der Protagonist, wie in Burkes Geschichte, noch Roger Guidry und wurde von Raymond J. Barry gespielt. Joris Jarsky und Jefferson White spielen Nathan und Samuel, die beiden Männer, die den Pick-up-Truck auf Sandras Grundstück abstellen. Jeremy Bobb spielt den Sheriff Gus Wolf. Kai Lennox spielt Sandras Nachbarn Arthur Gates, der auch der Vorsitzende ihrer Universitätsabteilung ist.
Die Dreharbeiten wurden im Frühjahr 2020 begonnen. Nach einer längeren Coronavirus-bedingten Unterbrechung wurden sie im März 2021 fortgesetzt. Zu den Drehorten gehören Livingston und Bozeman in Montana. Als Kameramann fungierte Andrew Wheeler.

### Filmmusik und Veröffentlichung
Die Filmmusik komponierte DeAndre James Allen-Toole. Das Soundtrack-Album mit insgesamt 15 Musikstücken wurde am 9. Dezember 2022 von Lakeshore Records als Download veröffentlicht.
Erste Vorstellungen des Films erfolgten ab dem 23. Januar 2022 beim Sundance Film Festival. Im Juni 2022 wurde er beim Nantucket Film Festival gezeigt. Anfang September 2022 wurde er beim Festival des amerikanischen Films in Deauville vorgestellt. Am 16. September 2022 kam der Film in die US-Kinos.

## Rezeption

### Kritiken
Der Film konnte bislang 88 Prozent der bei Rotten Tomatoes erfassten Kritiker überzeugen bei einer durchschnittlichen Bewertung mit 7,4 von 10 möglichen Punkten. Auf Metacritic erhielt der Film einen Metascore von 77 von 100 möglichen Punkten.
Dennis Harvey von Variety schreibt, man könne Julian Higgins’ Spielfilmdebüt als ein Drama mit Thriller-Elementen bezeichnen oder aber als gemäßigten Thriller mit atypischen dramatischen Nuancen betrachten. Auch Elemente des Western weise der Film auf. So übertreffe God’s Country die Erwartungen an einen vorhersehbaren Rachethriller immer wieder. Ebenfalls wie immer sei Thandiwe Newton eine überzeugende Präsenz, die gut ihre Gefühle kommunizieren könne und so das Interesse des Zuschauers an dieser zurückhaltenden, oft schweigsamen Rolle leicht aufrechterhalte. Der Film bleibe ästhetisch seinem zurückhaltenden, melancholischen Tenor treu, indem er eine weniger spektakuläre als karge, farblich gedämpfte und wolkenverhangene Landschaft in Montana zeige. DeAndre James Allen-Tooles Filmmusik zeichne sich ebenfalls durch wohlüberlegte Zurückhaltung aus, wo sonst von vornherein „Ominosität“ versucht werden könne, so Harvey.

### Auszeichnungen
American Society of Cinematographers Awards 2023
- Nominierung für die Beste Kameraarbeit – Spotlight (Andrew Wheeler)[18]

Festival des amerikanischen Films 2022
- Auszeichnung mit dem Deauville Talent Award (Thandiwe Newton)[19]

Crime Film Festival Reims Polar 2023
- Auszeichnung mit dem New Blood Award (Julian Higgins)[20]

Gotham Awards 2022
- Nominierung als Beste Darstellerin (Thandiwe Newton)[21]

Sundance Film Festival 2022
- Auszeichnung mit dem Amazon Studios Producers Award for Fiction (Amanda Marshall)[22]